# 광동중학교
광동중학교(光東中學校)는 대한민국 경기도 남양주시 진접읍 장현리에 있는 사립 중학교이다.

## 학교 연혁
- 1946년 4월 8일 : 광동중학교 개교, 설립자 운허 스님 (초대 교장)
- 1946년 8월 13일 : 광동초급중학교 설립인가 (6학급 300명)
- 1948년 7월 20일 : 제1회 졸업식(21명)
- 1955년 1월 27일 : 부평리 신축 교사 낙성식 (3층 건물 454평)
- 1978년 11월 18일 : 광동중학교 장현리 603번지로 교사 이전 낙성식
- 1993년 12월 2일 : 중학교 신축 교사 준공식(4층, 3,593.78m2, 1,087평)
- 1994년 10월 5일 : 법당 환희원 개원
- 2004년 11월 26일 : 운악관(총 2,212.27m2 약 670평) 개관
- 2006년 10월 4일 : 광동건학 70주년 행사
- 2011년 12월 23일 : 다목적교실 『하늘하나가람』 준공(494.51m2 150평, 207석)
- 2022년 3월 1일 : 제22대 정홍권 교장 취임
- 2024년 1월 6일 : 제77회 졸업식(228명, 졸업생 총누계 19,368명)
- 2024년 2월 19일 : 제13대 이사장 인묵 큰스님 취임
- 2024년 3월 1일 : 23학급 (1학년 7학급, 2학년 8학급, 3학년 8학급) 운영

## 참고 자료
- 광동중학교 - 한국교육학술정보원 학교알리미